# 九三学社陕西省委员会
九三学社陕西省委员会，简称九三陕西省委、九三学社陕西省委、陕西九三学社，是九三学社在陕西省的地方组织。